# 橘仲皇女
橘仲皇女（たちばなのなかつひめみこ，仁贤天皇2年（489年）以前-？），《古事记》记为橘之中比卖命。雄略天皇的孙女，仁贤天皇之女，宣化天皇皇后，石姬皇女之母。
宣化天皇元年3月8日（535年4月25日）立皇后。去世后于宣化天皇陵合葬。
| 前任： 春日山田皇女 | 日本皇后 535年—539年 | 繼任： 石姬皇女 |